# Rainer Jarohs
Rainer Jarohs (ur. 8 sierpnia 1957 w Rostocku) – wschodnioniemiecki piłkarz, występujący na pozycji napastnika.
W 1982 rozegrał 3 mecze i strzelił 1 gola w reprezentacji Niemieckiej Republiki Demokratycznej. 